# Gaasbeek
Gaasbeek is een deelgemeente van de Belgische gemeente Lennik,  gelegen in het Pajottenland, in het zuidwesten van de provincie Vlaams-Brabant. Het is een klein landelijk dorp met ongeveer 300 inwoners, maar beroemd om zijn regionaal kasteelmuseum.
Het dorp is opgenomen in de lijst van de 50 mooiste dorpen van Vlaanderen. Gaasbeek was een zelfstandige gemeente tot aan de gemeentelijke herindeling van 1977.

## Geschiedenis

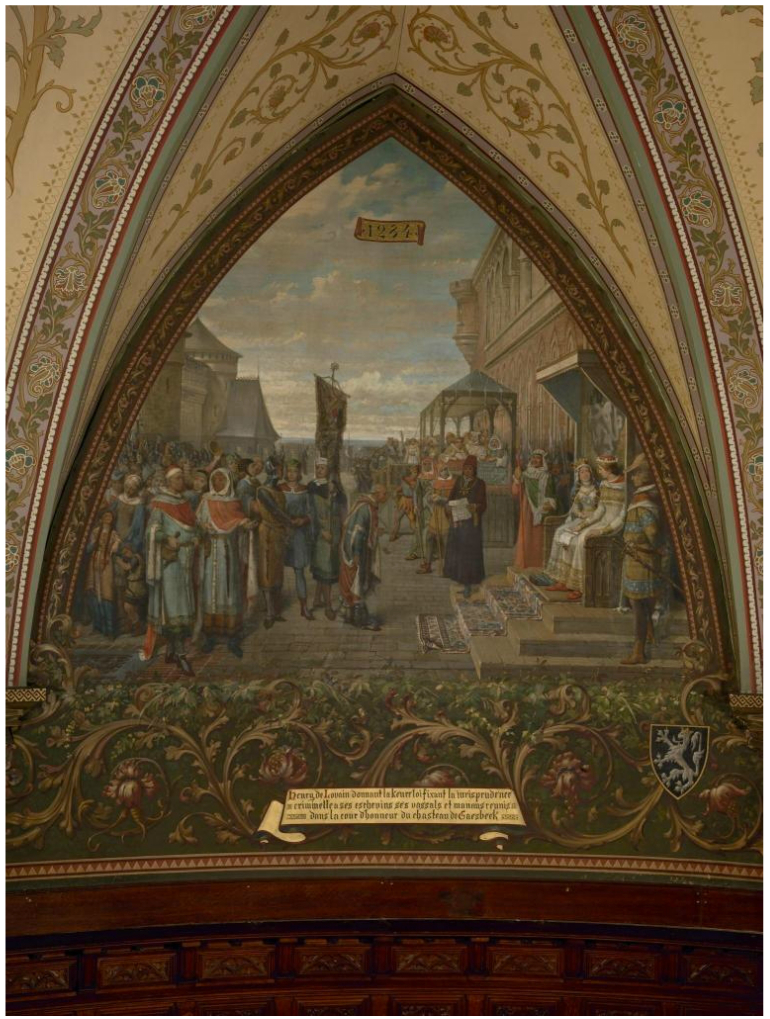
Victor Lagye - Gaasbeek ontvangt stadsrechten

### Middeleeuwen
Het Land van Gaasbeek ontstond uit de bekommernis van de hertogen van Brabant om aan de westkant van hun hertogdom een heerlijkheid te creëren die in staat was om mogelijke aanvallen vanuit de naburige graafschappen Vlaanderen en Henegouwen op te vangen. Dit gebeurde in de eerste helft van de 13e eeuw en kwam neer op de samenvoeging van een aantal parochies die voorheen onder het kapittel van Nijvel ressorteerden en een aantal dorpen waar de hertog van Brabant de hogere jurisdictie in leen had gegeven aan de heer van Gaasbeek.
Het land van Gaasbeek omvatte aldus: Gaasbeek, Sint-Kwintens-Lennik, Sint-Martens-Lennik, Sint-Pieters-Leeuw, Vlezenbeek, Sint-Laureins-Berchem, Oudenaken, Gooik, Elingen, Itterbeek, Dilbeek, Schepdaal, Sint-Martens-Bodegem, Strijtem, Pamel en Onze-Lieve-Vrouw-Lombeek.
Het land van Gaasbeek werd in 1236 toegewezen aan Godfried van Leuven, zoon van hertog Hendrik I van Brabant. Godfried van Leuven wordt ook beschouwd als de bouwheer van het kasteel van Gaasbeek (ca. 1240).
In 1334 overleed Beatrijs van Leuven, waarna het land van Gaasbeek toeviel aan haar neef Willem IV van Horne, de zoon van haar tante Joanna van Leuven en Gerard I van Horne. Willem werd in 1343 opgevolgd door zijn zoon Gerard II van Horne, die sneuvelde in de slag bij Warns (bij Stavoren in 1345). Daarna kwam Gaasbeek in bezit van Gerards zuster Johanna van Horne, die gehuwd was met Gijsbert III van Abcoude, heer van Wijk bij Duurstede.

## Bezienswaardigheden

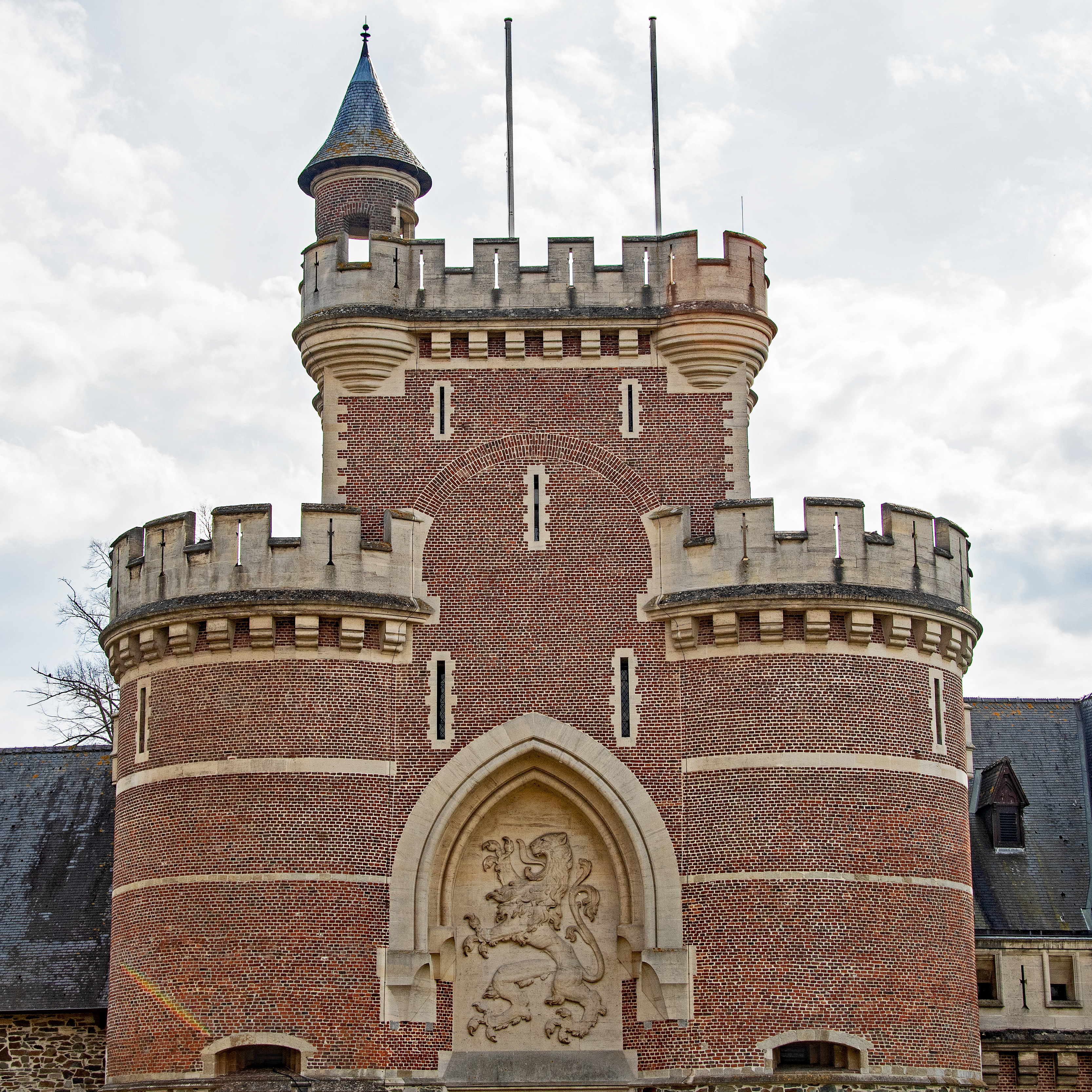
Kasteel van Gaasbeek

- Het Kasteel van Gaasbeek, een nationaal museum van de Vlaamse Gemeenschap te midden van een eeuwenoud park.
- Een aantal typische vierkantshoeven
- Het Gaasbeeks dorpsplein, Arconateplein genaamd, is omzoomd door bomen met in het midden de historische schandpaal (heropgericht in 1962), het is beschermd als dorpsgezicht.
- De Onze-Lieve-Vrouwekerk bekroont het plein, en eromheen ligt het nog steeds dienstdoend kerkhof van Gaasbeek (reeds onafhankelijke parochie sinds 1382). De kerk is een beschermd gebouw, de ommuring van het kerkhof behoort mee tot het beschermd dorpsgezicht. Op het kerkhof vindt men nog grafmonumenten van onder meer schrijver Maurice Roelants en kasteelheer markies Paul Arconati-Visconti, alsook Carlo, de op twintigjarige leeftijd gestorven zoon van Pauls neef en erfgenaam Giuseppe Arconati Visconti.
- De Pastorie uit 1758, met ommuurde tuin met hoogstamfruit, en aangelegde voortuin in niveaus, met beeld van de dorpspastoor; in de voormalige pastorie zijn tegenwoordig kantoren voor regionaal landschap, erfgoed en plattelandsontwikkeling, alsook gemeentelijke vergader- en tentoonstellingsruimte en het restant van een klein heemkundig museum met een ingerichte klas van een typisch oud dorpsschooltje.
- Het Baljuwhuis uit het begin van de 17de eeuw, vanouds een waterkasteel, beschermd en in privébezit, met een van de grootste stoeterijen van het Brabants trekpaard.
- Daartegenover, eveneens in de Onderstraat, beneden het Kasteel van Gaasbeek, in privébezit, de gerestaureerde oude Melkerij, af en toe gebruikt voor publieke culturele activiteiten.

## Natuur en landschap
Gaasbeek ligt aan de Molenbeek op een hoogte die varieert van 39 meter (kerk) tot 88 meter (Kasteel Groenenberg).

### Parken
- De "levende" Museumtuin (1,5 hectare) met zeldzame groenten- en fruitsoorten, nabij het Kasteel, in het domein, toont ambachtelijke tuinbouwkunde en -kunst.
- Het openbaar parkdomein Groenenberg, (gelegen aan de overkant van de Kasteelstraat, tegenover het kasteeldomein van Gaasbeek), op de grens met de gemeente Sint-Pieters-Leeuw, in 1992 door de Vlaamse Gemeenschap grondig gerestaureerd. Het is een Engels landschapspark van 45 ha.
- Het bijna 50 hectare groot wandelpark rond het Kasteel van Gaasbeek, met bos en vijvers, herbergt eeuwenoude bomen en beschermde gebouwen.

## Demografische ontwikkeling
- Bronnen:NIS, Opm:1831 tot en met 1970=volkstellingen; 1976 = inwoneraantal op 31 december

### Burgemeesters
- 1885-1917: Jules Vancromphout[1]

### Heden
In 2007 werd Gaasbeek in een nationale verkiezing verkozen tot een van de 15 mooiste dorpen van Vlaanderen.

## Cultuur

### Theaterverleden
- Aan het dorpsplein werd Vlaamse theatergeschiedenis geschreven door 'Sierkus Radeis' en de "vzw Schaamte", wat later zou uitgroeien tot het Brusselse Kaaitheater, met onder meer Hugo De Greef, Josse De Pauw, Pat Van Hemelrijck, Dirk Pauwels, Eric De Volder, Anne Teresa De Keersmaeker en Jan Lauwers.

### Evenementen en Markten
- De Dolle Dagen van Gaasbeek zijn een jaarlijks terugkerend dorpsfeest dat georganiseerd wordt tijdens een lang weekend in het begin van de zomer (eerste weekend juli).
- Elke zaterdagnamiddag, reeds sinds 1981, wordt er een boerenmarkt ingericht op het Gaasbeekse dorpsplein. Tijdens deze druk bezochte markt kunnen consumenten rechtstreeks landbouwproducten kopen van de telers.
- Elke vierde zondag van de maand is het dorpsplein het decor van een antiek- en rommelmarkt.
- In het oude dorpsschooltje (later Gemeenschapslokalen) worden soms lokale kunsttentoonstellingen georganiseerd. En in de oude pastorie worden ook regelmatig cursussen ingericht.
- Sinds 2013 beheert de organisatie "de School van Gaasbeek" er een centrum voor residentie en creatie met toonmomenten van de artiesten die er tijdelijk verblijven en werken en ze organiseert een jaarlijks artistiek Septemberfestival.

## Foto's

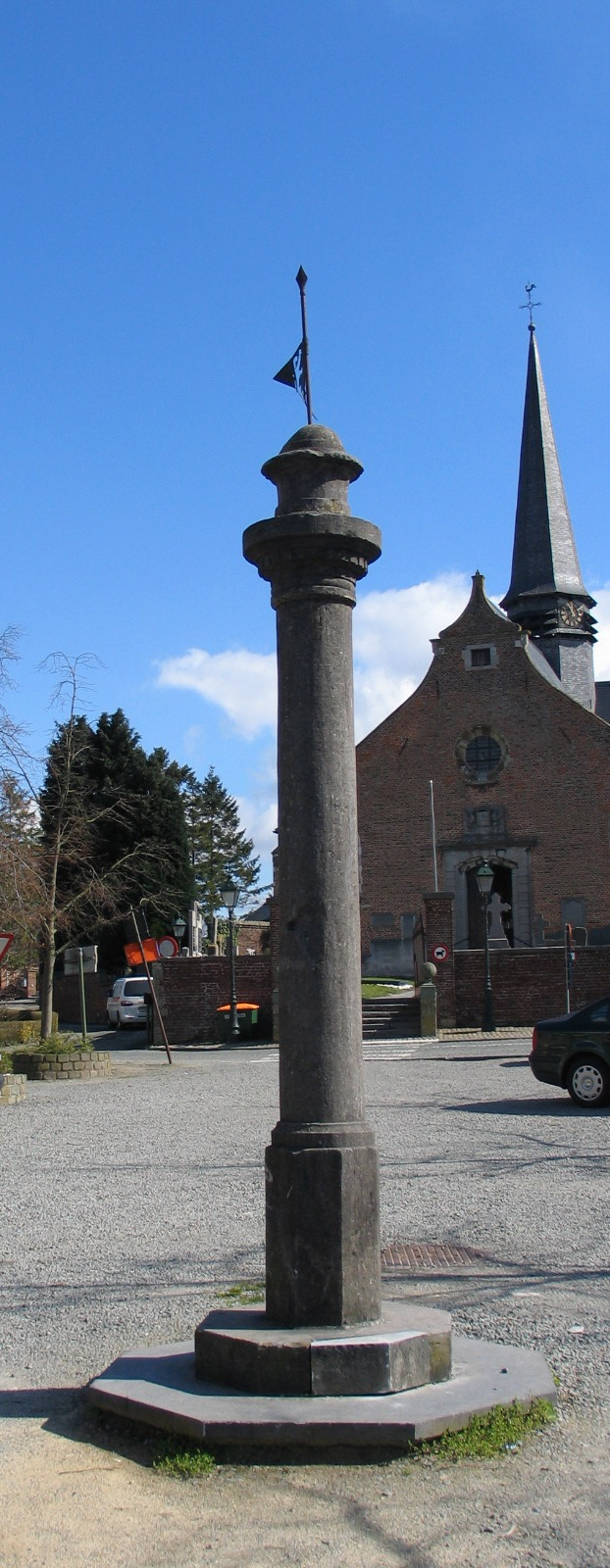
Schandpaal te Gaasbeek (5 april 2006)
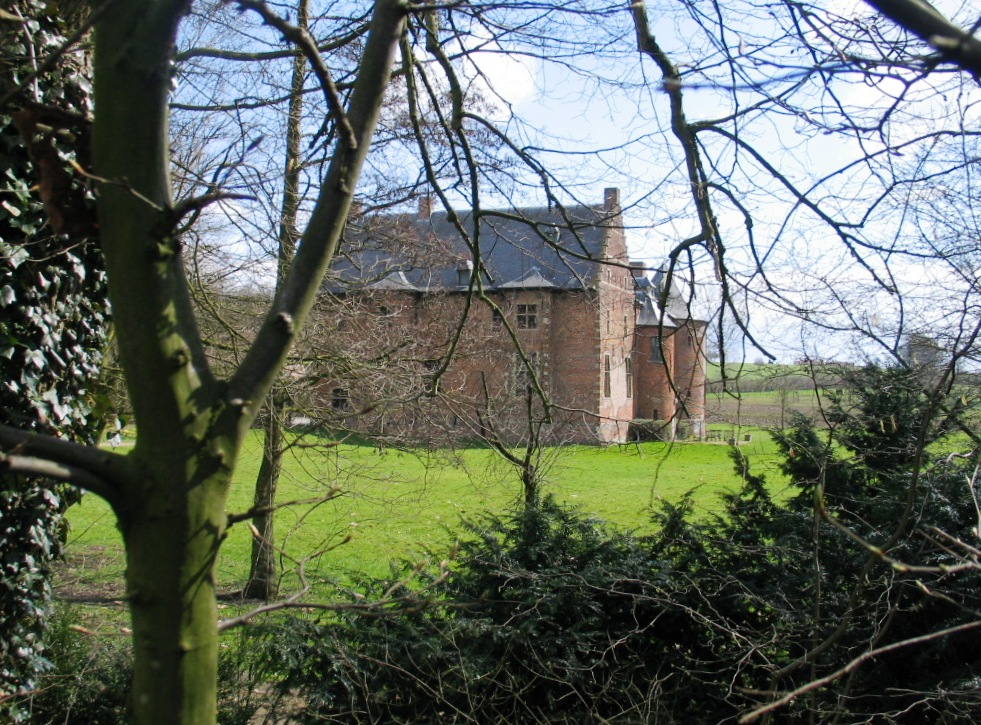
Baljuwhuis te Gaasbeek (5 april 2006)
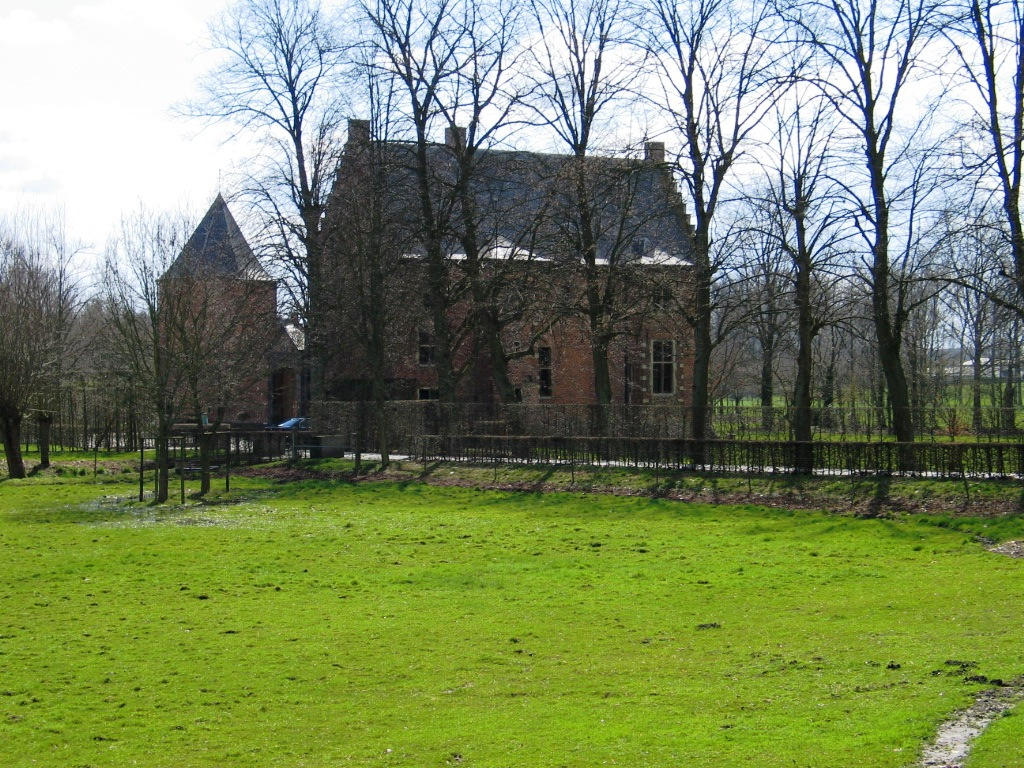
Baljuwhuis te Gaasbeek (5 april 2006)
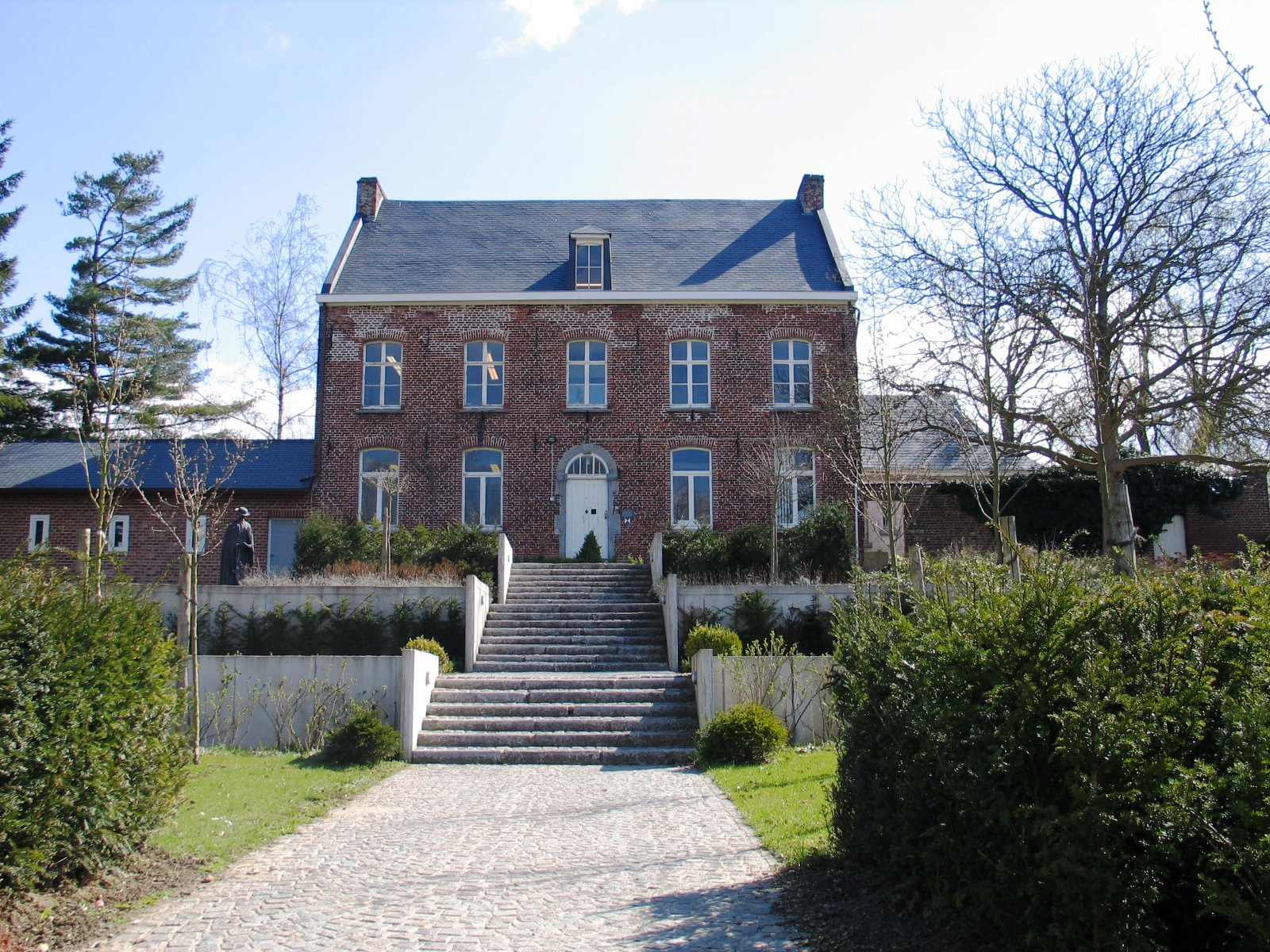
Voormalige pastorij te Gaasbeek (5 april 2006)
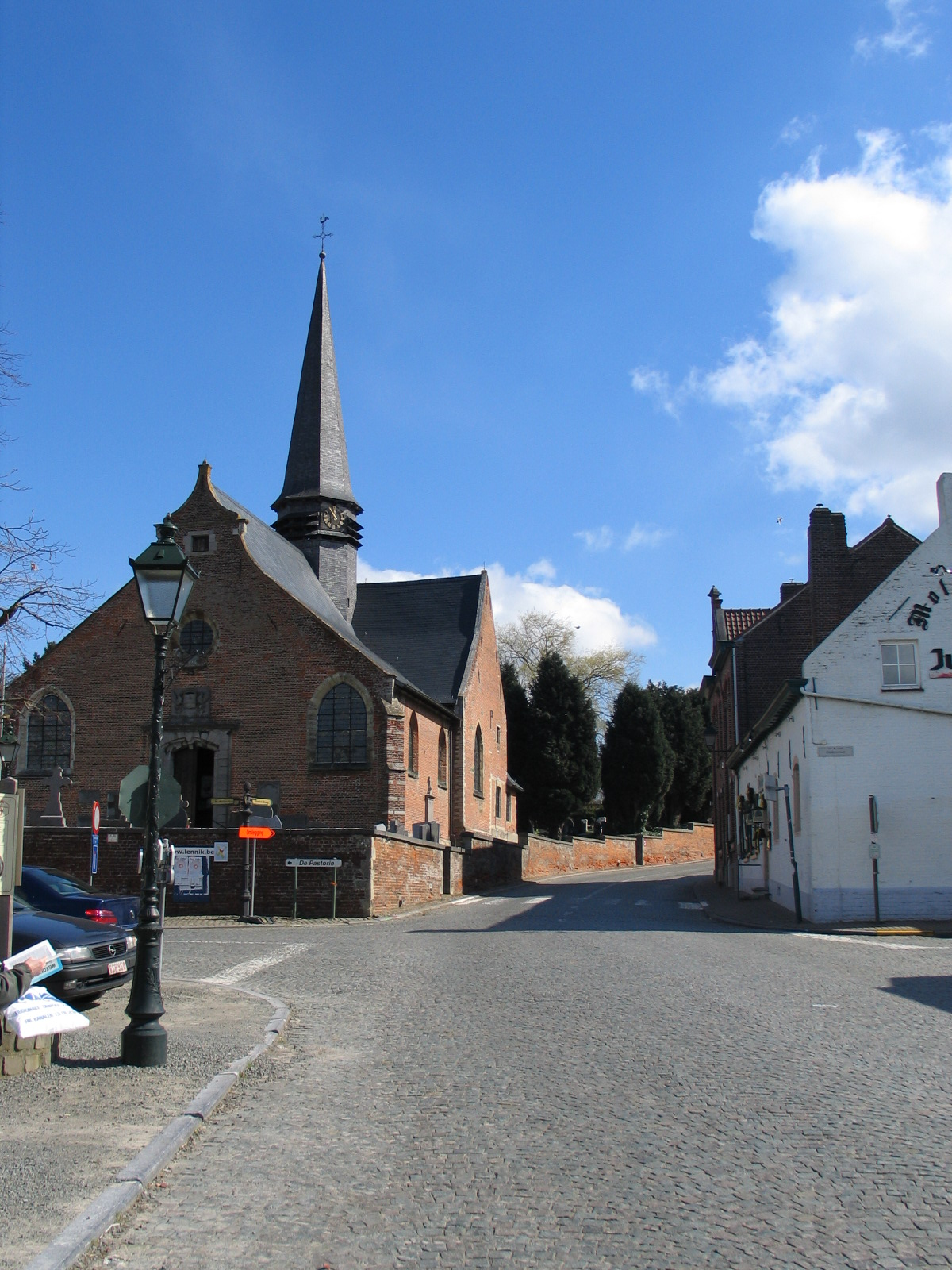
Onze-Lieve-Vrouwkerk te Gaasbeek (5 april 2006)

## Nabijgelegen kernen
Vlezenbeek, Sint-Laureins-Berchem, Elingen, Sint-Kwintens-Lennik, Sint-Martens-Lennik, Sint-Gertrudis-Pede